# Ampelosicyos meridionalis
Ampelosicyos meridionalis là một loài thực vật có hoa trong họ Cucurbitaceae. Loài này được Keraudren mô tả khoa học đầu tiên năm 1965.